# Озерянська сільська рада (Бобровицький район)
Озеря́нська сільська́ ра́да — адміністративно-територіальна одиниця та орган місцевого самоврядування в Бобровицькому районі Чернігівської області. Адміністративний центр — село Озеряни.

## Загальні відомості
- Населення ради: 853 особи (станом на 2001 рік)

## Населені пункти
Сільській раді підпорядковані населені пункти:
- с. Озеряни (629 осіб)
- с. Молодіжне (153 особи)
- с. Майнівка (64 особи)
- с. Плуг (7 осіб)

Раді було підпорядковане колишнє село Тарасівка, зняте з обліку 22 грудня 1995 року рішенням Чернігівська обласна рада в зв'язку з переселенням жителів.

## Склад ради
Рада складається з 12 депутатів та голови.
- Голова ради: Гавриленко Сергій Петрович
- Секретар ради: Коновал Галина Петрівна

### Керівний склад попередніх скликань
| Прізвище, ім'я, по батькові | Основні відомості                                                         | Дата обрання | Дата звільнення |
| --------------------------- | ------------------------------------------------------------------------- | ------------ | --------------- |
| Руденко Галина Іванівна     | Сільський голова, 1956 року народження, освіта вища, позапартійна         | 26.03.2006   | 31.10.2010      |
| Руденко Галина Іванівна     | Сільський голова, 1956 року народження, освіта вища, член Партії регіонів | 31.10.2010   | 12.11.2015      |
| Гавриленко Сергій Петрович  | Сільський голова, 1989 року народження, освіта вища, позапартійний        | 12.11.2015   |                 |

Примітка: таблиця складена за даними сайту Верховної Ради України

### Депутати
За результатами місцевих виборів 2010 року депутатами ради стали:

#### За суб'єктами висування
| Суб'єкт висування           | Кількість обраних депутатів | %    |
| --------------------------- | --------------------------- | ---- |
| Партія регіонів             | 11                          | 68,8 |
| Народна партія              | 2                           | 12,5 |
| Самовисування               | 2                           | 12,5 |
| Комуністична партія України | 1                           | 6,3  |

#### За округами
| № округу                    | Прізвище, ім'я, по батькові   | Дата визнання обраним | Освіта  | Партійна приналежність            | Відомості про обраного депутата                                |
| --------------------------- | ----------------------------- | --------------------- | ------- | --------------------------------- | -------------------------------------------------------------- |
| Комуністична партія України |                               |                       |         |                                   |                                                                |
| 12                          | Корнієнко Володимир Пилипович | 01.11.2010            | вища    | член Комуністичної партії України | ТОВ "Земля і воля ", обліковець                                |
| Народна Партія              |                               |                       |         |                                   |                                                                |
| 1                           | Тулиголовець Ніна Йосипівна   | 01.11.2010            | вища    | член Народної партії              | Бобровицький терцентр, соціальний працівник                    |
| 6                           | Коновал Галина Петрівна       | 01.11.2010            | вища    | позапартійна                      | Озерянська сільська рада, секретар                             |
| Партія регіонів             |                               |                       |         |                                   |                                                                |
| 2                           | Перчета Галина Василівна      | 01.11.2010            | вища    | позапартійна                      | тимчасово не працює                                            |
| 3                           | Петровець Ольга Миколаївна    | 01.11.2010            | середня | позапартійна                      | магазин с. Озеряни, прода вець                                 |
| 4                           | Шепель Сергій Васильович      | 01.11.2010            | середня | позапартійний                     | Озерянська загальноосвітня школа I-III ст., водій автобуса     |
| 5                           | Матвієнко Ольга Миколаївна    | 01.11.2010            | вища    | позапартійна                      | Озерянське відділення ТОВ"Земля і воля ", бухгалтер            |
| 8                           | Московко Микола Іванович      | 01.11.2010            | середня | позапартійний                     | ФГ «Надія», голова                                             |
| 9                           | Ляховенко Ганна Олександрівна | 01.11.2010            | вища    | член Партії регіонів              | Озерянська загальноосвітня школа I-III ст., директор           |
| 11                          | Сарана Віра Миколаївна        | 01.11.2010            | середня | позапартійна                      | Озерянське відділення ТОВ"Земля і воля ", секретар             |
| 13                          | Гармаш Валентина Миколаївна   | 01.11.2010            | вища    | позапартійна                      | Озерянське відділення ТОВ "Земля і воля ", бригадир СТФ        |
| 14                          | Федько Лідія Василівна        | 01.11.2010            | середня | позапартійна                      | Філіал № 16, Бобровицької центральної бібліотеки, бібліоте кар |
| 15                          | Перистий Валерій Григорович   | 01.11.2010            | середня | позапартійний                     | одноосібник с. Озеряни                                         |
| 16                          | Баган Віра Василівна          | 01.11.2010            | вища    | позапартійна                      | дитячий садок «Дзвіночок», вихователь                          |
| Самовисування               |                               |                       |         |                                   |                                                                |
| 7                           | Громико Станіслав Васильович  | 01.11.2010            | середня | позапартійний                     | тимчасово не працює                                            |
| 10                          | Шишенко Володимир Іванович    | 01.11.2010            | вища    | позапартійний                     | Бобровицька дільнича ветлікарня, ветлікар                      |